# Hans Lüssow

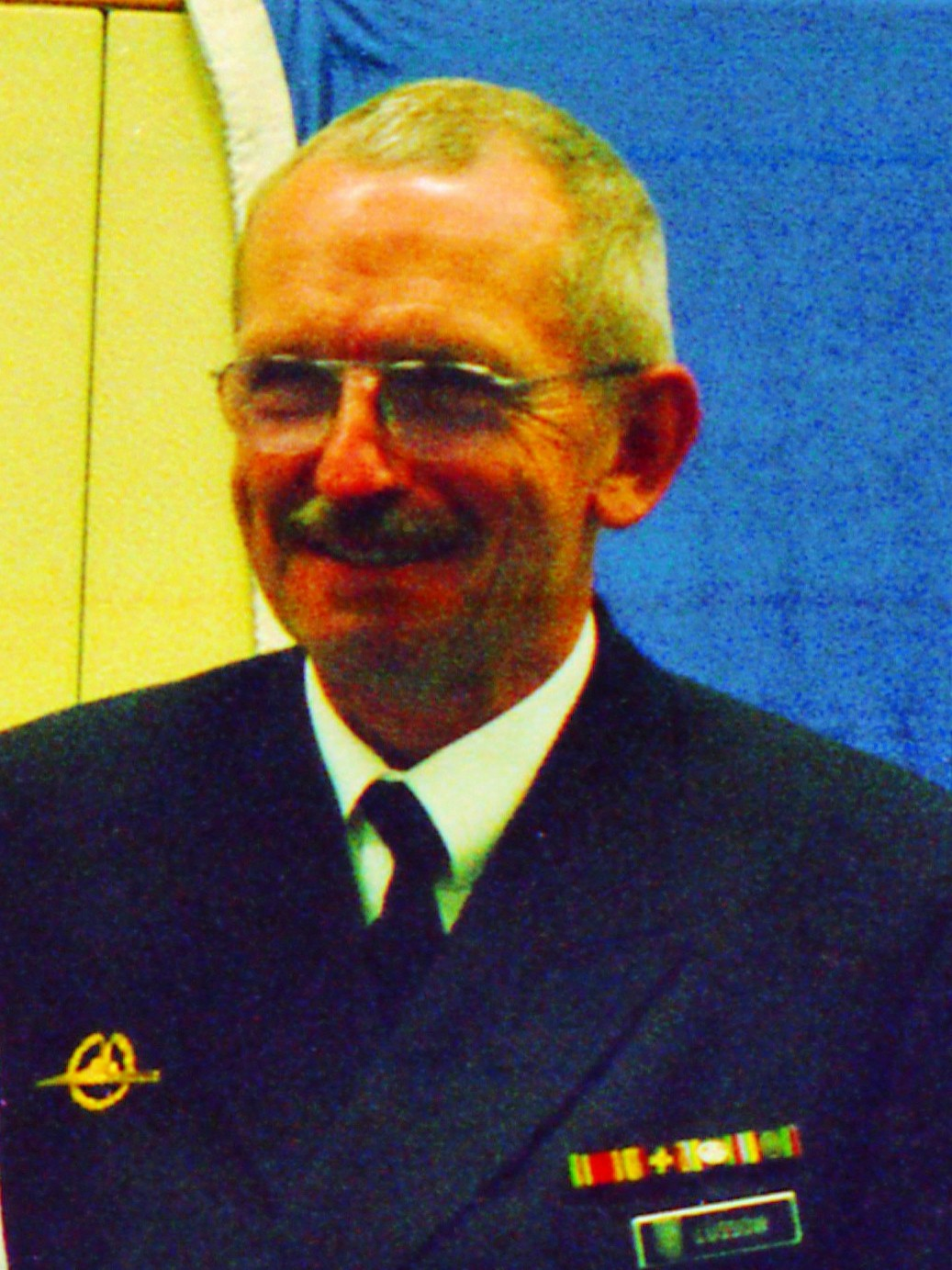
Hans Lüssow (2000)

Hans Lüssow (* 10. Februar 1942 in Greifswald) ist ein Vizeadmiral außer Dienst der Deutschen Marine der Bundeswehr und war von 1998 bis 2003 Inspekteur der Marine.

## Leben
Beförderungen
- 1965 Leutnant zur See
- 1967 Oberleutnant zur See
- 1970 Kapitänleutnant
- 1975 Korvettenkapitän
- 1980 Fregattenkapitän
- 1985 Kapitän zur See
- 1993 Flottillenadmiral
- 1994 Konteradmiral
- 1998 Vizeadmiral

Lüssow wuchs in Elmshorn auf, wo er 1962 Abitur machte. Er trat am 1. April 1962 als Offizieranwärter der Crew IV/62 in die Bundesmarine ein. 1965 zum Leutnant zur See befördert, wählte er wie sein Vater den Dienst auf U-Booten. In der Zeit zwischen 1966 und 1975 war Hans Lüssow Wachoffizier, Schiffstechnischer Offizier und Kommandant auf verschiedenen U-Booten, zwischenzeitlich war er auch Ausbildungsoffizier auf dem Schulschiff Deutschland. Die von ihm geführten U-Boote waren U 4 (1971), U 10 (1972) und U 2 (1973–1975). Von 1975 bis 1977 nahm er am 17. Admiralstabslehrgang an der Führungsakademie der Bundeswehr in Hamburg teil.
Von 1977 bis 1978 war Lüssow S3-Stabsoffizier und stellvertretender Kommandeur des 3. Ubootgeschwaders und wurde anschließend als Hilfsreferent in das Bundesministerium der Verteidigung, Führungsstab der Marine, versetzt. 1981–1982 war Lüssow Kommandeur des 3. Ubootgeschwaders und anschließend bis 1984 A3-Stabsoffizier und stellvertretender Kommandeur der Ubootflottille. Von 1984 bis 1986 war er als Bereichsleiter am Zentrum Innere Führung in Koblenz eingesetzt. Daran schloss sich eine Tätigkeit als Referatsleiter für Operative Grundlagen im Führungsstab der Marine in Bonn an.
Von 1988 bis 1991 war Hans Lüssow Kommandeur der Ubootflottille und anschließend Stabsabteilungsleiter für Organisation im Führungsstab der Marine. 1993 wechselte Lüssow in das Flottenkommando als Stellvertreter des Befehlshabers. Von 1995 bis 1997 diente er im Hauptquartier Allied Forces Northwestern Europe als Assistant Chief of Staff Operations and Logistics. 1997 wurde er Amtschef des Marineamts und leitete dessen Verlegung von Wilhelmshaven nach Rostock.
Vom 1. Oktober 1998 bis zum 28. Februar 2003 war Hans Lüssow Inspekteur der Deutschen Marine. Sein Nachfolger war Vizeadmiral Lutz Feldt. Seit seiner Pensionierung wohnt Lüssow bei Rostock.
Hans Lüssow ist verheiratet und hat drei Kinder. Er ist der Sohn des Oberleutnants zur See Gustav Lüssow und seiner Frau Hildegard, geb. Unmack. Gustav Lüssow ist als Kommandant des U-Boots U 571 im Januar 1944 im Nordatlantik gefallen. Auch ein weiterer Sohn des Ehepaars, Klaus Lüssow (* 1944), war U-Boot-Kommandant (U 26).

## Auszeichnungen
- Ehrenkreuz der Bundeswehr in Gold (1983)
- Verdienstkreuz am Bande des Verdienstordens der Bundesrepublik Deutschland (1984)
- Commander der Legion of Merit (2000)
- Usk Ja Tahe 1. Klasse (Estland) (2001)
- Marine-Verdienstorden (Chile) (2001)
- Verdienstkreuz 1. Klasse des Verdienstordens der Bundesrepublik Deutschland (2002)